# MFF-hymnen
MFF-hymnen är en svensk klubblåt som skrevs för Malmö FF år 2004 med musik av Johan Holmström och text av Johan Holmström och Robin Svensson. Finns I tre versioner den första som användes Guldåret 2004 som låt till lagets inmarsch. Den andra som är en lite mer rockigare version kom ett år senare, 2005, men användes då inte vid inmarschen. 
Malmö FF har vacklat fram och tillbaka kring huruvida denna låt skulle spelas vid inmarschen. 2005 bytte klubben till den gamla "MFF i blått och vitt", men återgick året därpå till MFF-hymnen för att 2007 åter byta. Sedan 2008 används MFF-hymnen som klubbens inmarschlåt. 
Våren 2009 spelades det in en ny version av Hymnen med Malmö symfoniorkester inför invigningen av Malmö FF:s nya stadion, Swedbank Stadion. Fernando Concha Viaux är sångare till MFF-hymnen i den versionen.